# والتر جوتيل
والتر جوتيل (بالألمانية: Walter Gotell)‏ هو ممثل ألماني، ولد في 15 مارس 1924 في ألمانيا، وتوفي في 5 مايو 1997 بلندن في المملكة المتحدة بسبب سرطان.

## أعمال

### أفلام
- (1951) الملكة الإفريقية
- (1956) الرجل الذي عرف أكثر من اللازم
- (1961) أسلحة نافارون[3]
- (1962) أطول يوم[4][5]
- (1963) من روسيا مع الحب[6]
- (1977) الأحد الأسود
- (1977) الجاسوس الذي أحبني[7]
- (1978) الأولاد من البرازيل
- (1979) حاصد القمر[8]
- (1981) من أجل عينيك فقط[9][10][11]
- (1983) الأخطبوطي[12]
- (1985) نظرة إلى قتل[13][14][15]
- (1987) أضواء النهار الحية[16][17][18]

## وصلات خارجية
- والتر جوتيل على موقع IMDb (الإنجليزية)
- والتر جوتيل على موقع ألو سيني (الفرنسية)
- والتر جوتيل على موقع أول موفي (الإنجليزية)
- والتر جوتيل على موقع قاعدة بيانات الأفلام السويدية (السويدية)
- والتر جوتيل على موقع إن إن دي بي (الإنجليزية)
- والتر جوتيل على موقع قاعدة بيانات الفيلم (الإنجليزية)
- والتر جوتيل على موقع كينوبويسك (الروسية)